# Famille Guarneri
Cette page explique l’histoire ou répertorie les différents membres de la famille Guarneri.
Pour les articles homonymes, voir Guarneri.

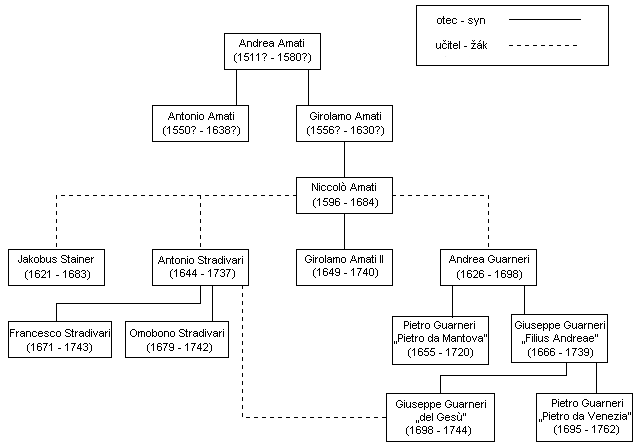
Arbre généalogique de la famille Amati, Stradivari et Guarneri.

La famille Guarneri (ou en latin Guarnerius) est une famille et dynastie de luthiers à Crémone (dont Guarnerius del Gesù qui a fabriqué les violons les plus remarqués) :
- Andrea Guarneri (1623/26-1698) ;
- Pietro Giovanni Guarneri (Mantua, nommé Pietro I, 1655-1720), fils aîné d'Andrea Guarneri ;
- Giuseppe Giovanni Guarneri, nommé Filius Andreae (1666-1739/40), troisième fils d'Andrea Guarneri ;
- Pietro Guarneri (Venise, nommé Pietro II, 1695-1762/63), fils de Giuseppe Giovanni Guarneri;
- Bartolomeo Giuseppe Antonio Guarneri, surnommé Guarnerius del Gesù (1698-1744), fils cadet de Giuseppe Giovanni Guarneri.

## Hommages
- (19185) Guarneri, astéroïde nommé en leur honneur[1].

## Pour approfondir